# Valentin Ciocan
Valentin Ciocan este un fost senator român în legislatura 2000-2004 ales în județul Vâlcea pe listele partidului PRM. A fost validat ca senator pe data de 31 august 2004 și l-a înlocuit pe senatorul Nicolae Pătru. Din septembrie 2004, Valentin Ciocan a fost membru în comisia pentru agricultură, silvicultură și dezvoltare rurală. Valentin Ciocan a fost exclus din PRM în 2005.
În prezent, este profesor de istorie la liceul Constantin Brâncoveanu din Horezu.